# Кундуз (провинција)
Провинција Кундуз (пуштунски: کندز, даријски: قندوز Kundûz) једна је од 34 провинције Авганистана. Налази се у сјеверном дијелу земље.
Административни центар је град Кундуз. Површина провинције је 8.040 км ², са популацијом од око 953.800 људи. Главно становништво су Паштуни и Таџици.

## Историја
У вријеме грчко-бактринског краљевства у овој покрајини налазио се град Ај Ханум.
У периоду 1918-1938. провинција је била периферна испостава и војна база бројних одреда Басмачественаца. У раним 1990-им, у провинцији се налазила главна база за снабдјевање базама непомирљиве таџикистанске опозиције.